# Mar del Occidente

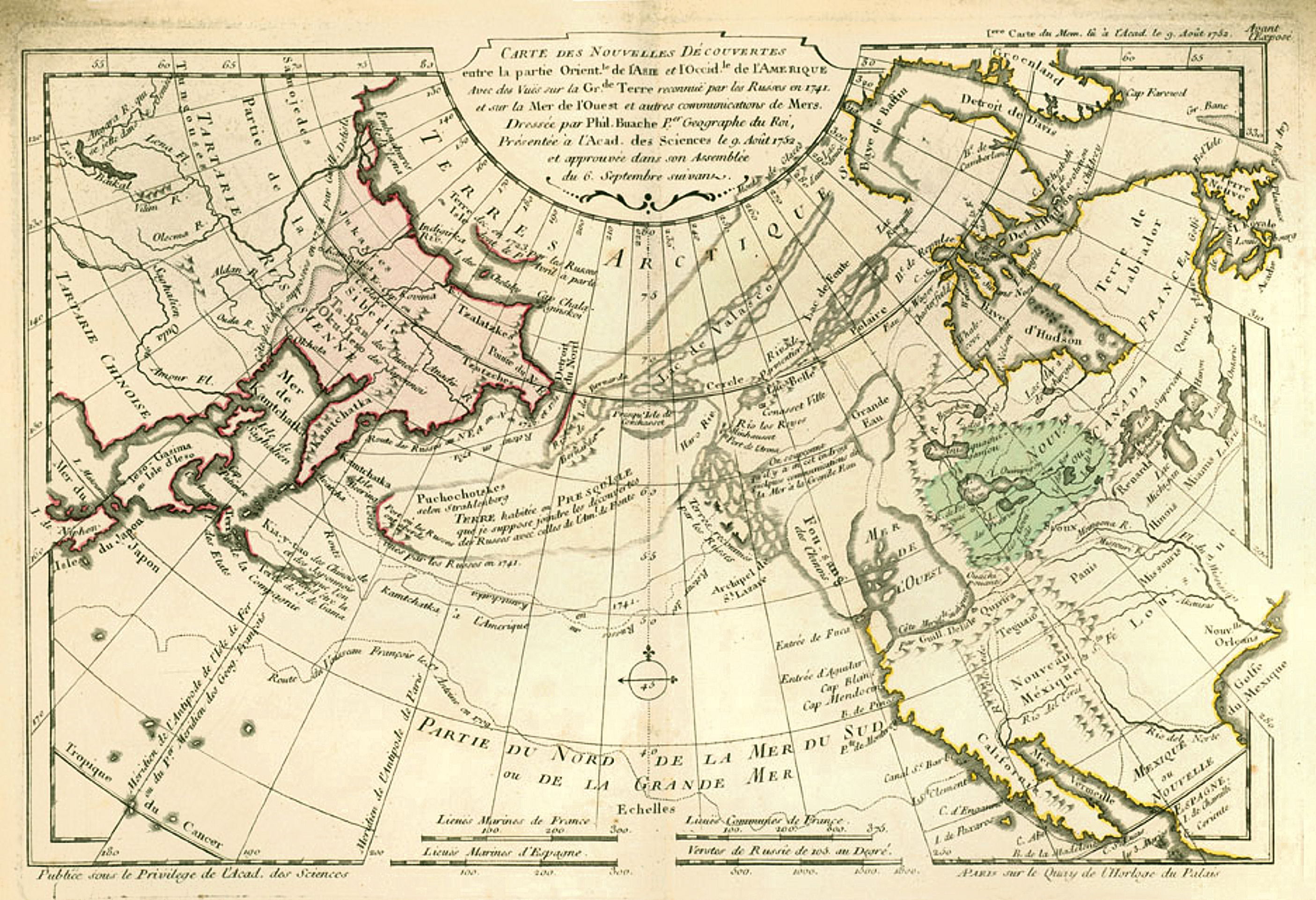
Buache, 1753, demostrando el modelo Mer de l'Ouest desarrollado por Joseph-Nicolas Delisle. California está en la parte inferior derecha; el mar mítico está sobre él.

El Mar del Occidente, o Mer de l'Ouest (en francés), fue una confusión geográfica errónea por la cual se creía que existía un mar interior en el noroeste del Pacífico, aparecido en muchos mapas elaborados en el siglo XVIII. La denominación fue particularmente habitual en la cartografía francesa. Se suponía que el mar estaba conectado al océano Pacífico por, al menos, un estrecho. En los mapas coetáneos surgieron varias conjeturas diferentes sobre la forma, el tamaño y la posición del mar.
La creencia en la existencia del mar deriva de escritos donde se describen dos viajes de su descubrimiento, uno del almirante Bartolomé de Fonte (1708) y otro de Juan de Fuca (1592). Tanto de Fuca como de Fonte son personajes históricos cuya existencia real es discutida. El viaje del veneciano Juan de Fuca al estrecho de Anián bajo las órdenes del virrey de Nueva España tiene su origen en el relato de un explorador inglés del siglo XVI al servicio de Martin Frobisher. Por otro lado, se desconoce si el almirante de Fonte fue una figura histórica o si el relato de su viaje es ficción. Varios mapas de principios de 1700 mostraban el mar, pero el interés y la creencia en su existencia decayó hacia mediados de 1700, cuando, de repente, el Mer de l'Ouest reapareció en los mapas y rápidamente se volvió habitual durante varias décadas.
El conocimiento europeo sobre la región avanzó gradualmente de tal manera que la creencia sobre la existencia en tal mar interior se demostró insostenible antes de 1800.

## Orígenes
Según el relato de Micahel Lok de 1625, personaje cercano a Frobisher, explorador inglés del paso del Noroeste, en 1596 se ofreció a Juan de Fuca, navegante de las isla Jónicas (actual Grecia) el navegar para la reina Isabel I. De Fuca habría sido un navegante veneciano al servicio de la Corona española, quien en 1592 habría navegado al norte de la costa del pacífico de Norteamérica hasta descubrir el legendario estrecho de Anián en el paralelo 47°. La popularidad del personaje de Juan de Fuca dio lugar en el siglo XVIII al nombre de Estrecho de Juan de Fuca, que está a 48°N. Sin embargo, la ausencia total de menciones a Juan de Fuca o sus expediciones en las crónicas y archivos españoles ha dado lugar considerara que la expedición de  Juan de Fuca fue una invención de Michael Lok en 1625.
La participación de Michael Lok es significativa ya que fue el patrocinador principal de la Expedición Frobisher en busca de un Paso del Noroeste. Las riquezas facilitado por el Pacífico estaban muy lejos de Europa, de modo que se habían gastado y perdido muchos tesoros y vidas en el largo y peligroso viaje entre las dos zonas. Durante cientos de años, encontrar un paso del Atlántico al Pacífico por algún medio más directo y menos traicionero que el Estrecho de Magallanes fue una alta prioridad para las potencias europeas. La perspectiva del patrocinio real, la riqueza y la fama inspiró a soñadores, intrigantes y exploradores a zarpar en búsqueda de esa ruta. Esto fomentó un ambiente de intriga y rumor. Los viajes imaginarios, ya sea al Pasaje del Noroeste o a las islas del tesoro, encontraron una audiencia fácil.
Sea basándose en el relato de Fuca, o por otra vía, algunos mapas ingleses y franceses manuscritos del siglo XVII mostraban una geografía especulativa donde se incluían brazos del Océano Pacífico que sobresalían profundamente respecto al continente norteamericano. Un mapa de este tipo de finales de los años 1630 que custodia el Yale Center for British Art muestra un brazo que llega a unos pocos cientos de kilómetros de la costa este. Aparentemente inspirado por estos inventos, Guillaume Delisle dibujó varios mapas a mano entre 1695 y 1700 que retratan tales intrusiones orientales del Océano Pacífico. Joseph Nicolas Delisle, hermano de Guillaume, imprimió copias de uno de estos mapas. Guillaume siguió redactando y revisando su concepción de este Mar del Occidente durante décadas, aunque nunca publicó ningún mapa que lo representara a pesar de su prolífica emisión de mapas impresos. En las décadas siguientes se realizaron algunos mapas basados en los de Delisle.
Como cartógrafo del rey y maestro de sus hijos, las ideas de Guillaume Delisle tuvieron influencia. En su primer manuscrito, Delisle escribió sobre el mar, «...pas encore découverte mais autorisée' par le rapport de plusieurs savages qui asegurant avoir ete'» (aún sin descubrir pero autorizado por el informe de varios nativos que afirman haber estado allí). En 1716, el gobernador de Nueva Francia había escrito unas memorias en las que esbozaba una ruta acuática desde el lago Winnipeg hasta el Mar del Occidente. El Ministerio de Marina francés presionó para la exploración, pero sin financiar expediciones. Los francocanadienses, por otro lado, estaban interesados en el comercio de pieles. En 1731, Pierre Gaultier de Varennes fue contratado con la doble comisión de exploración y de desarrollo de rutas de comercio de pieles. Durante los doce años siguientes, las expediciones de Gaultier avanzaron hacia el oeste hasta Saskatchewan y Wyoming en búsqueda de pieles, el "Río del Oeste" (posiblemente el río Columbia) y el Mar del Occidente. En 1743, el Ministerio de Marina francés se cansó de Gaultier, sospechando que comerciaba con pieles cuando debería haber estado explorando, y lo presionó para que renunciara.
En 1708, surgió un nuevo relato de un viaje fantástico que finalmente se volvería muy influyente. En abril de ese año, un periódico inglés de corta duración llamado Monthly Miscellany, o Memoirs for the Curious, publicó una supuesta carta del almirante Bartholomew de Fonte. La carta supuestamente fue traducida del español. Daba una narración detallada de un viaje emprendido en 1640 a la costa noroeste de América del Norte, tratos con los nativos, paso a un gran mar interior, vías navegables largas y elaboradas hacia el interior del continente, y probable conexión con las costas orientales de América del norte. Presumiblemente debido a la oscuridad de la revista, la cuenta no inspiró ningún mapa durante décadas. Eso cambiaría.

## Desarrollo
El tema del Mar del Occidente fue ignorado por la mayoría de los cartógrafos hasta 1750. En ese año, Joseph-Nicolas Delisle encargó a Philippe Buache que redactara un mapa con una nueva representación radical de Mer de l'Ouest (literalmente, "Mar del Occidente", pero que normalmente se encuentra en los mapas ingleses como "Mar del Oeste"), acreditando a Bartolomé de Fonte con exploraciones allí. Buache se había casado con la hija de Guillaume Delisle, convirtiendo a Nicolás en su tío y heredando las planchas de impresión y los mapas de Guillaume por matrimonio. Nicolás presentó este manuscrito a la Real Academia de Ciencias, donde suscitó controversia. Buache publicó este mapa en 1752, y Nicolás avivó aún más la controversia con su publicación de 1753, Nouvelles Cartes des Découvertes de l'Amiral de Fonte: et autres Navigateurs . En ese libro presenta diversas interpretaciones cartográficas de los relatos del "Almirante de Fonte y otros marineros españoles, portugueses, ingleses, holandeses, franceses y rusos que han navegado por los mares del Norte, incluidos sus comentarios".
Como "Profesor de Matemáticas en el Royal College, miembro de las Reales Academias de Ciencias de París, Londres, Berlín, Estocolmo, Uppsala y el [Real] Instituto de Bolonia; también nombrado como el primer Profesor de Astronomía en la Academia Imperial de San Petersburgo", Delisle mantuvo su posición. La cartografía mundial se dividió entre suscriptores y escépticos de la existencia del Mer de l'Ouest . Se produjo mucho debate durante un largo período de tiempo, que se extendió a las comunicaciones de las luminarias de la época. Por ejemplo, en 1762, Benjamin Franklin escribió un largo análisis de la carta de Bartolomé de Fonte y concluyó: "Si he conjeturado con certeza, esta misma diferencia es una prueba más de que el Diario es realmente una traducción del español, y no, como algunos he supuesto, una ficción inglesa". Un día, veintiún años después, John Adams escribió en su diario que Franklin había mencionado el viaje de Bartolomé De Fonte ese día, y aún encontraba nuevas razones por las que debía ser cierto.
Este concepto geográfico ganó otro impulso en 1768 cuando el cartógrafo Thomas Jefferys escribió un tratado llamado The Great Probability of a North West Passage analizando la carta de Bartolomé de Fonte. McGuirk catalogó 94 mapas distintos que representaban el Mar del Occidente en los 68 años anteriores a ese momento, en comparación con los 160 en los siguientes 30 años. Cada vez más, los cartógrafos ingleses optaron por mostrar el mar. La profusión de mapas y la intensa especulación en torno al asunto llevaron a los españoles a iniciar una investigación sobre el viaje de Bartolomé de Fonte, quien supuestamente había realizado una gran expedición patrocinada por la Corona española. La investigación no tuvo tal carácter ni la expedición se menciona en los archivos españoles.
McGuirk describió ocho interpretaciones cartográficas distintas de la forma y extensión del mar. Con algunas aberraciones, cada uno de los 239 mapas de Mer de l'Ouest que catalogó se basa en uno de esos arquetipos. No siempre está claro cómo se desarrolló un arquetipo, pero muchos de ellos fueron esfuerzos sinceros por interpretar la carta de Bartolomé de Fonte.
Algunos de los cartógrafos más famosos que realizaron mapas representando este mar serían:
- Antonio Zatta
- Charles François Delamarche
- Denis Diderot
- Didier Robert de Vaugondy
- Edme Mentelle
- Emanuel Bowen
- Jacques-Nicolas Bellin
- Jean Baptiste Bourguignon d'Anville
- Jean Baptiste Nolin
- Jedediah Morse
- Leonhard Euler
- Louis Brion de la Tour
- Philippe Buache
- Pierre Mortier
- Rigoberto Bonne
- Robert Sayer
- Thomas Bowen
- Thomas Jeffreys
- Thomas Kitchin
- William Faden

## Desaparición
A fines de la década de 1700, la presencia europea en el Pacífico nororiental y el flujo de información proveniente de ella arrojaron serias dudas sobre la conjetura del Mar del Occidente. Viniendo de sus exploraciones de Hawái en 1778, James Cook navegó hasta lo que ahora es la costa de Oregón, a lo largo de toda la costa noroeste, a través del estrecho de Bering y hacia el mar de Chukchi en el norte de Alaska. Sus exploraciones y estudios no fueron sistemáticos, pero, sin embargo, sus descubrimientos y la falta de descubrimientos se abrieron paso rápidamente en muchos mapas que reorganizaron por completo las viejas ideas sobre la región. Sus exploraciones dieron forma a las costas de lo que ahora es el sur de Alaska, la Columbia Británica, Oregón y el estado de Washington. Combinado con la información que salía de Rusia sobre las exploraciones de Vitus Bering décadas antes y la posterior presencia rusa en el área, las perspectivas de encontrar un Paso del Noroeste o un gran mar en el Noroeste del Pacífico disminuyeron.
La información no siempre viajaba rápida o completamente. Los editores no siempre sabían si aceptar las últimas afirmaciones sobre descubrimientos, ni deseaban gastar el dinero para revisar sus mapas. Aun menos, los mapas que representan el Mar del Occidente continuaron publicándose incluso después de que los informes de Cook se generalizaron. La última representación original que pretendía transmitir la realidad del mar apareció en 1790 en Voyage Made in the Year 1788 and 1789, From China to the North West Coast of America de John Meares. Esta representación incorporó lo que parece ser la isla de Vancouver como una especie de escudo detrás del cual se encontraba un mar indistinto. El relato del capitán George Vancouver sobre su viaje de 1791-1792, junto con su cartografía detallada y experta, no dejaba lugar a dudas: el Mar del Occidente era un mito. Sin embargo, aparecieron algunos mapas que aún mostraban el mar hasta aproximadamente 1810.